# Opera Slovenského národního divadla
Opera Slovenského národního divadla je jedna ze složek Slovenského národního divadla. Sídlí v nové budově SND na Pribinově ulici v blízkosti historického centra Bratislavy. 

## Historie
Opera Slovenského národního divadla zahájila svou činnost 3. března 1920 inscenací opery Hubička českého skladatele Bedřicha Smetany.
V období mezi dvěma světovými válkami operní soubor Slovenského národního divadla nejvýrazněji profilují dva Nedbalové: uznávaný symfonický dirigent, skladatel baletů a autor operety Polská krev Oskar Nedbal a jeho synovec Karel. Se Smetanovou Prodanou nevěstou a Dvořákovou Rusalkou podnikl Oskar Nedbal v roce 1924 reprezentativní zájezd do Barcelony, kde operní soubor vystoupil v Teatro Liceo, a Madridu (Teatro Real). Nedbal také umožnil vstup na scénu prvnímu Slovensku profesionálnímu opernímu zpěvákovi, tenorovi Janku Blahovi. Jako dirigent se Nedbal zasloužil o první uvedení opery Kovář Wieland slovenského skladatele Jana Levoslava Belly.

## Současný repertoár Opery SND (divadelní sezóna 2023/2024)

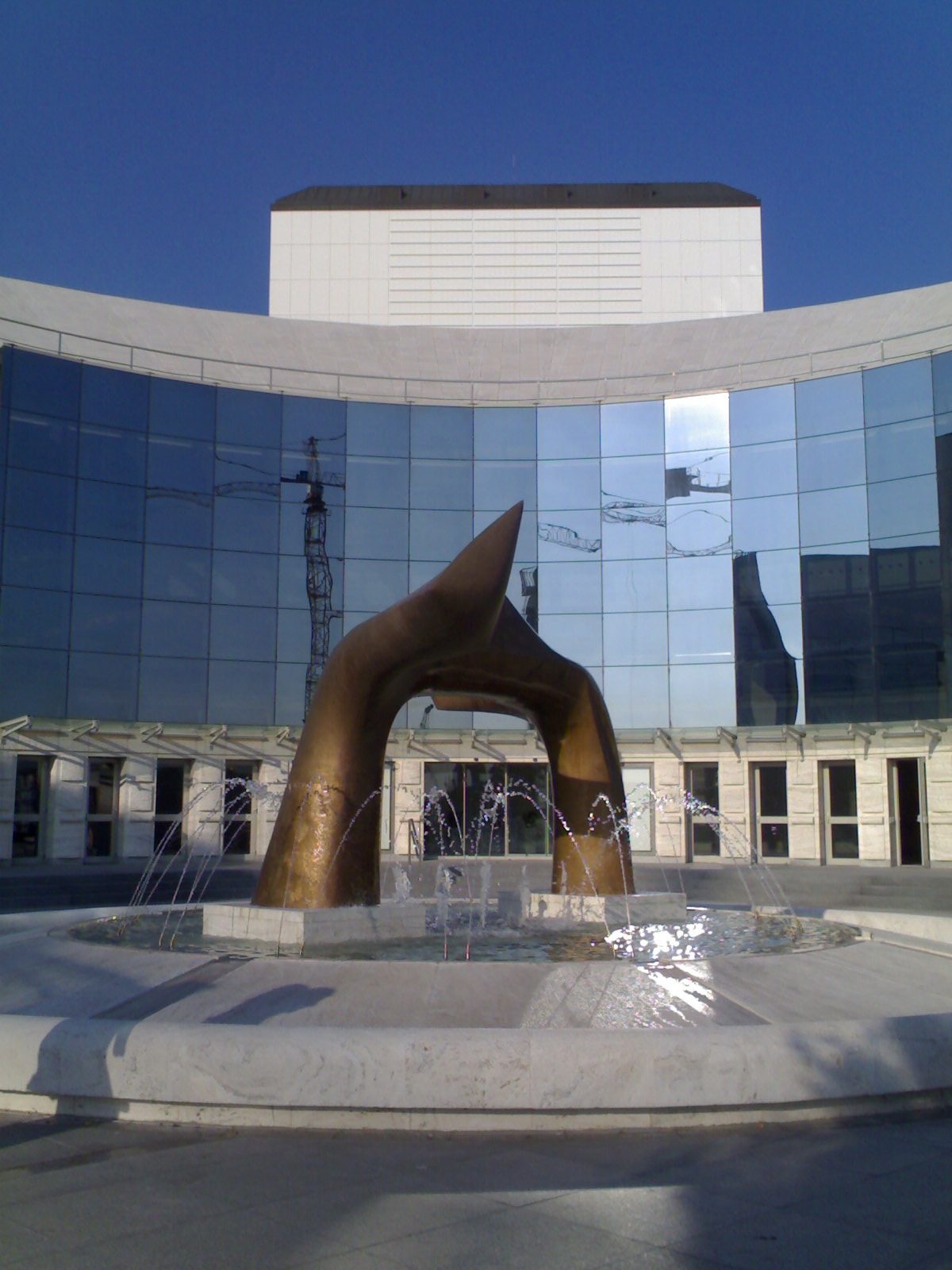
Nová budova SND

- - Giuseppe Verdi: Aida (2020), hudební nastudování: Rastislav Štúr, režie: Pavol Smolík
  - Giacomo Puccini: Bohéma (2014), hudební nastudování: Friedrich Haider, režie: Peter Konwitschny
  - Georges Bizet: Carmen (2022), hudební nastudování: Kevin Rhodes, réžia: Lubor Cukr
  - Antonín Dvořák: Čert a Káča (2022), hudební nastudování: Martin Leginus, režie: Zuzana Fischer
  - Giuseppe Verdi: Don Carlo (2018), hudební nastudování: Martin Leginus, režie: Diego de Brea
  - Bedřich Smetana: Hubička (2024), hudební nastudování: Jaroslav Kyzlink, režie: Andrea Hlinková
  - Ľubica Čekovská: Impresario Dotcom (2022), hudební nastudování: Alice Meregaglia, režie: Elisabeth Stöppler
  - Giuseppe Verdi: La traviata (2021), hudební nastudování: Robert Jindra, režie: Roberto Catalano
  - Giacomo Puccini: Madama Butterfly (2024), hudební nastudování: Martin Leginus, režie: Matúš Bachynec
  - Gaetano Donizetti: Maria Stuarda (2023), hudební nastudování: Marco Guidarini, režie: Gilbert Blin
  - Giuseppe Verdi: Nabucco (2023), hudební nastudování: Pietro Rizzo, režie: Tomáš Ondřej Pilař
  - Johann Strauss: Netopier (2011), hudební nastudování: Rudolf Geri, režie: Miroslav Grisa
  - Bedřich Smetana: Predaná nevesta (2009), hudební nastudování: Rastislav Štúr, režie: Pavel Mikuláštík
  - Peter Zagar: Rozprávka o šťastnom konci (2019), hudební nastudování: Dušan Štefánek, režie: Svetozár Sprušanský
  - Antonín Dvořák: Rusalka (2020), hudební nastudování: Ondrej Olos, režie: Martin Kákoš
  - Eugen Suchoň: Svätopluk (2023), hudební nastudování: Martin Leginus, režie: Roman Polák

## Ředitelé Opery SND
(stav k 1. srpnu 2023)
- - září 2002 – srpen 2006: Marián Chudovský
  - září 2006 – červen 2007: Peter Mikuláš
  - červenec 2007 – červen 2008: Oliver Dohnányi
  - červenec 2008 – prosinec 2008: Gabriela Beňačková
  - prosinec  2008 – duben 2009: Pavol Smolík (pověřený řízením)
  - květen 2009 – květen 2010: Pavol Smolík
  - květen 2010 – červenec 2012: Peter Dvorský
  - srpen 2012 – červen 2015: Friedrich Haider
  - červenec 2015 – září 2018: Slavomír Jakubek
  - září 2018 – leden 2021: Rastislav Štúr
  - leden 2021 – červenec 2021: Dalibor Jenis (umělecký ředitel opery)
  - leden 2021 – říjen 2022: Lubor Cukr
  - listopad 2022 – květen 2023: Maroš Podhajský (pověřený řízením)
  - květen 2023 – současnost: Martin Leginus